# 아베케다리움

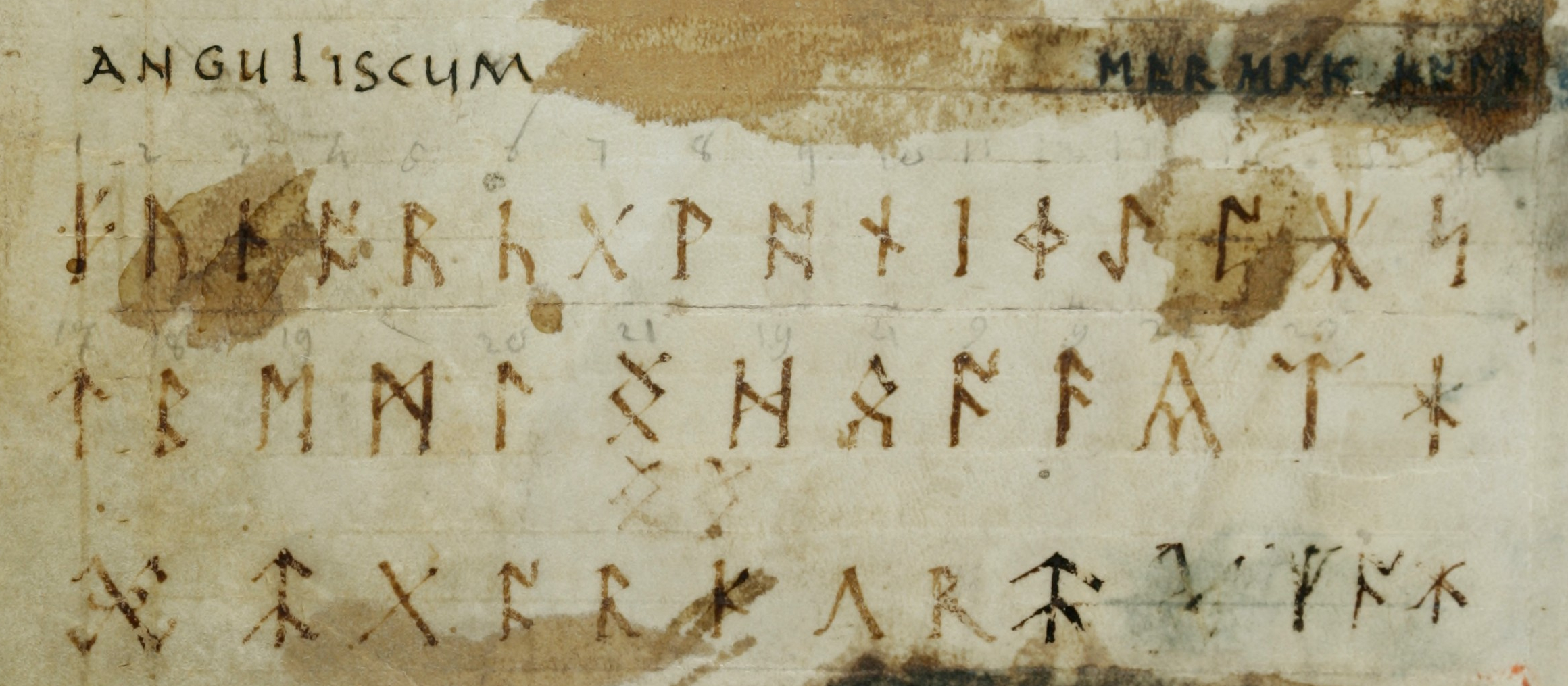
앵글로색슨 푸토르크(abecedarium anguliscum)

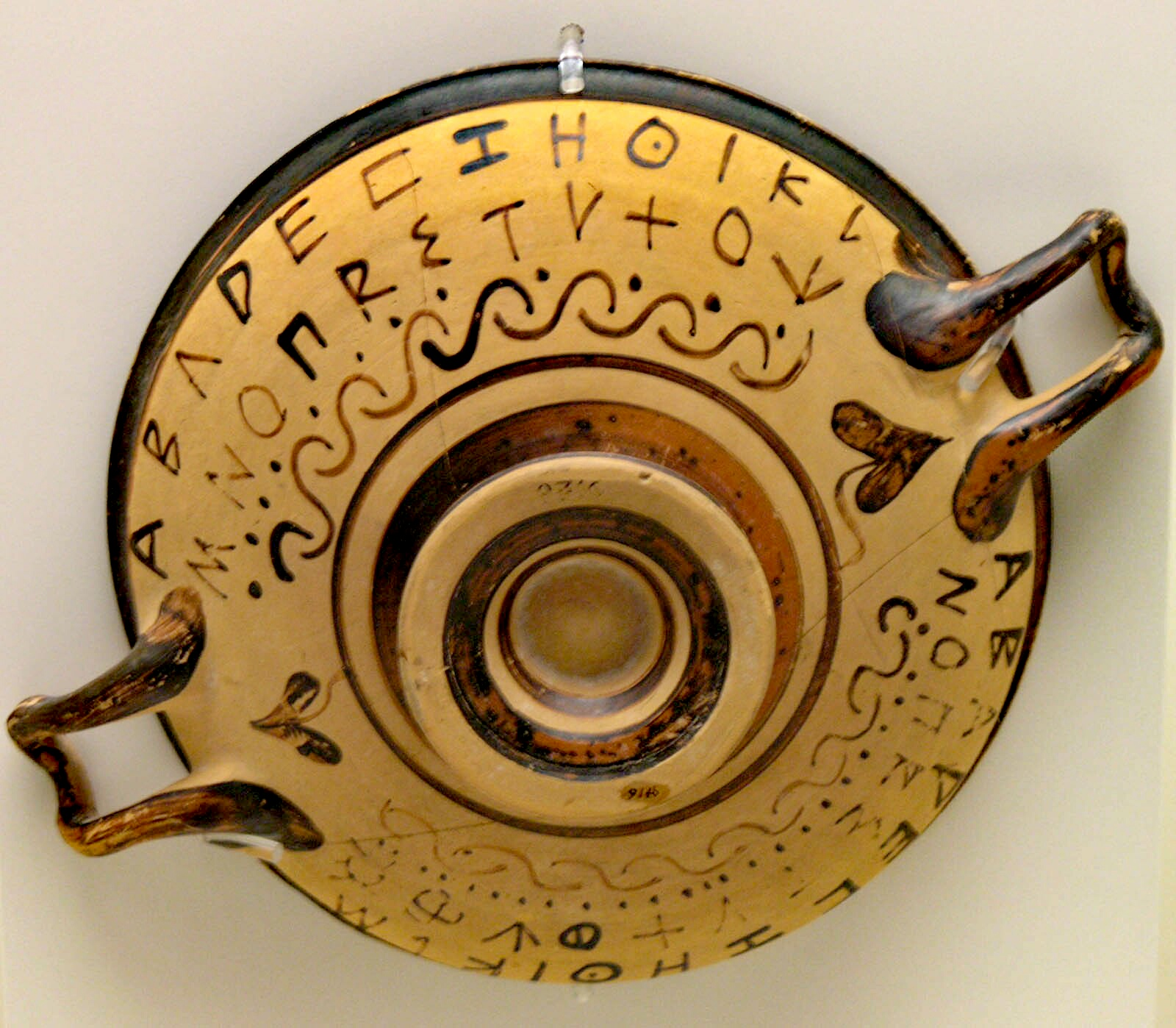
초기 그리스 문자가 적힌 흑회식 도기 잔. 아테네 국립 고고학 박물관 소장.

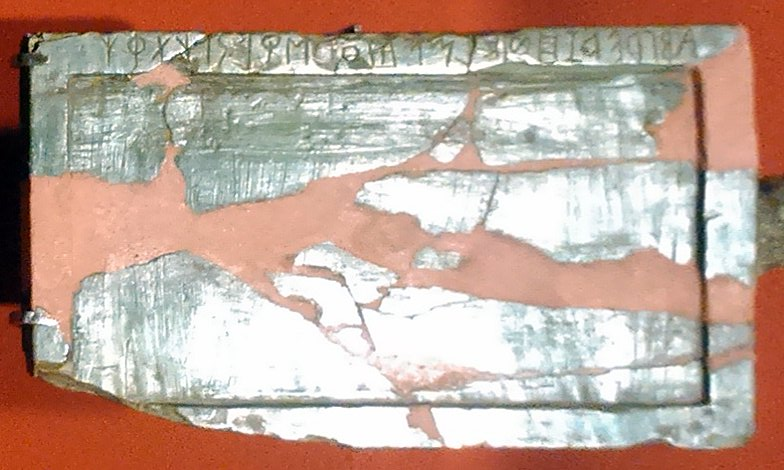
에트루리아 문자가 적힌 마르실리아나의 밀랍판

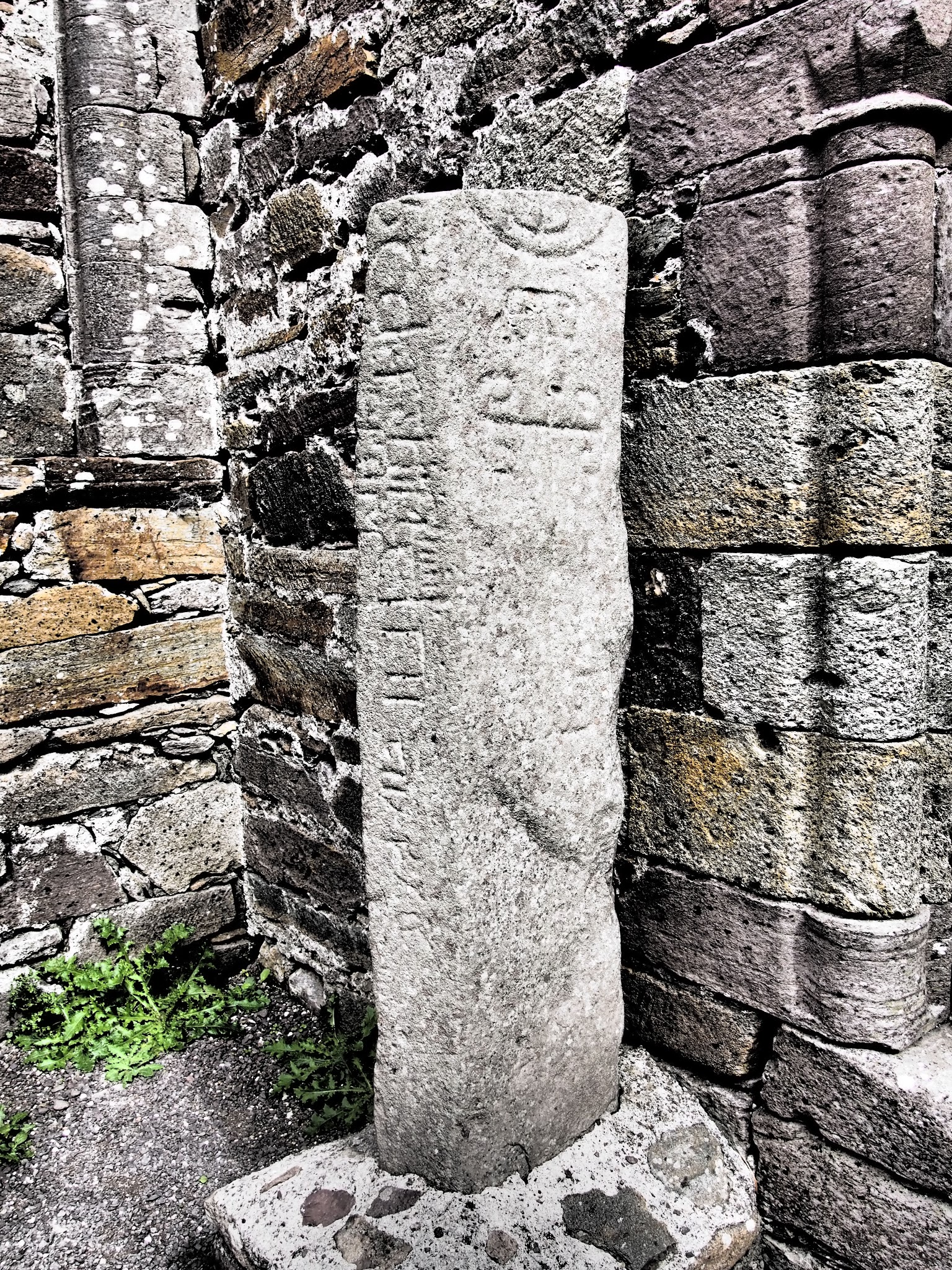
킬말케다 교회의 알파벳석

아베케다리움(abecedarium)은 알파벳의 글자들을 (순서대로) 늘어놓은 새김글이다. 대체로 글씨 쓰기를 연습한 흔적이다. ‘알파벳’을 뜻하는 라틴어 ‘abecedārium’에서 따온 용어이다.
아베케다리움에는 그 언어로 된 다른 기록에 쓰이지 않는 글자가 포함되어 있기도 하다. 예를 들어 투스카니아의 마르실리아나 마을에서 발견된 에트루리아 문자 아베케다리움에는 글자 B, D, O가 포함되어 있는데, 이 글자들은 에트루리아어에 없는 소리를 나타내기 때문에 다른 에트루리아어 기록에는 나타나지 않는다. 또 사파 문자처럼 아베케다리움마다 글자의 순서가 다른 경우도 있는데, 이는 그 문자가 체계적으로 교육된 것이 아니라 비형식적으로 전수되었다는 증거이다.
아테네의 아고라에서 발견된 아베케다리움 중에는 일부러 그리스 문자 가운데 첫 3 ~ 6개만 적은 불완전한 것들이 있다. 여기에는 어떤 마술이나 의식의 의미가 있었을지도 모른다. 아티키의 히메토스에서도 일부러 불완전하게 만든 아베케다리움이 발견되었는데, 봉납(奉納)된 것일 가능성이 있다.
로마자 아베케다리움 중에는 석공의 조수들이 석공 일을 배우면서 글씨 쓰기를 연습한 것들이 있다. 또 어떤 것은 카타콤에서 발견되기도 한다. 알파벳을 특이한 순서로 적은 것들도 있는데, 예를 들어 이탈리아 노멘타나 가도에 있는 교황 알렉산데르 1세의 무덤에서는 다음과 같은 글씨가 새겨진 돌이 발견되었다.
```
AXBVCTESDR . . . . . .BCCEECHI
EQGPH. . . .M MNOPQ
RSTVXYZ
```

또 다음과 같이 새겨진 L. 카시우스 카이키니아누스의 데나리우스 동전이 발견된 바 있다.
```
AX, BV, CT, DS, ER, FQ, GP, HO, IN, LM
```

히에로니무스에 따르면, 이 순서는 어린이들의 기억력을 훈련하기 위해 알파벳의 첫 글자와 마지막 글자(A와 X)를 짝지어 외우고 두번째 글자와 뒤에서 두번째 글자(B와 V)를 짝지어 외우게 시키는 식으로 교육했던 데서 비롯되었다.
유럽의 교회나 수도원 등 오래된 기독교 건물에서는 돌에 새겨지거나 종이에 적힌 아베케다리움이 많이 발견되는데, 중세에 특히 문맹자에게 글씨를 가르치는 데 쓰였던 것으로 여겨진다. 가장 오래된 예 중 하나는 아일랜드 킬말케다(Kilmalkedar)에서 발견된 6세기 후반의 알파벳석으로, 현재는 무덤의 비석이 되었다.

## 같이 보기
- 팬그램